# Карпов Анатолій Євгенович
Анатолій Євгенович Карпов (рос. Анатолий Евгеньевич Карпов) (нар. 23 травня 1951 року, Златоуст, Челябінська область, Російська РФСР) — радянський та російський шахіст, політик. Підтримує путінський режим та війну Росії проти України. Депутат Державної думи Російської Федерації з 21 грудня 2011 року. Член фракції «Єдина Росія».
Колишній чемпіон світу, автор низки книжок, як-от «Дев'ята вертикаль» та «Шаховий калейдоскоп». Виграв 161 турнір. Його найвищий рейтинг Ело 2780. Член КПРС.
Карпов також відомий як шаховий письменник та філателіст, має одну з найбільших колекцій у світі.

## Раннє життя

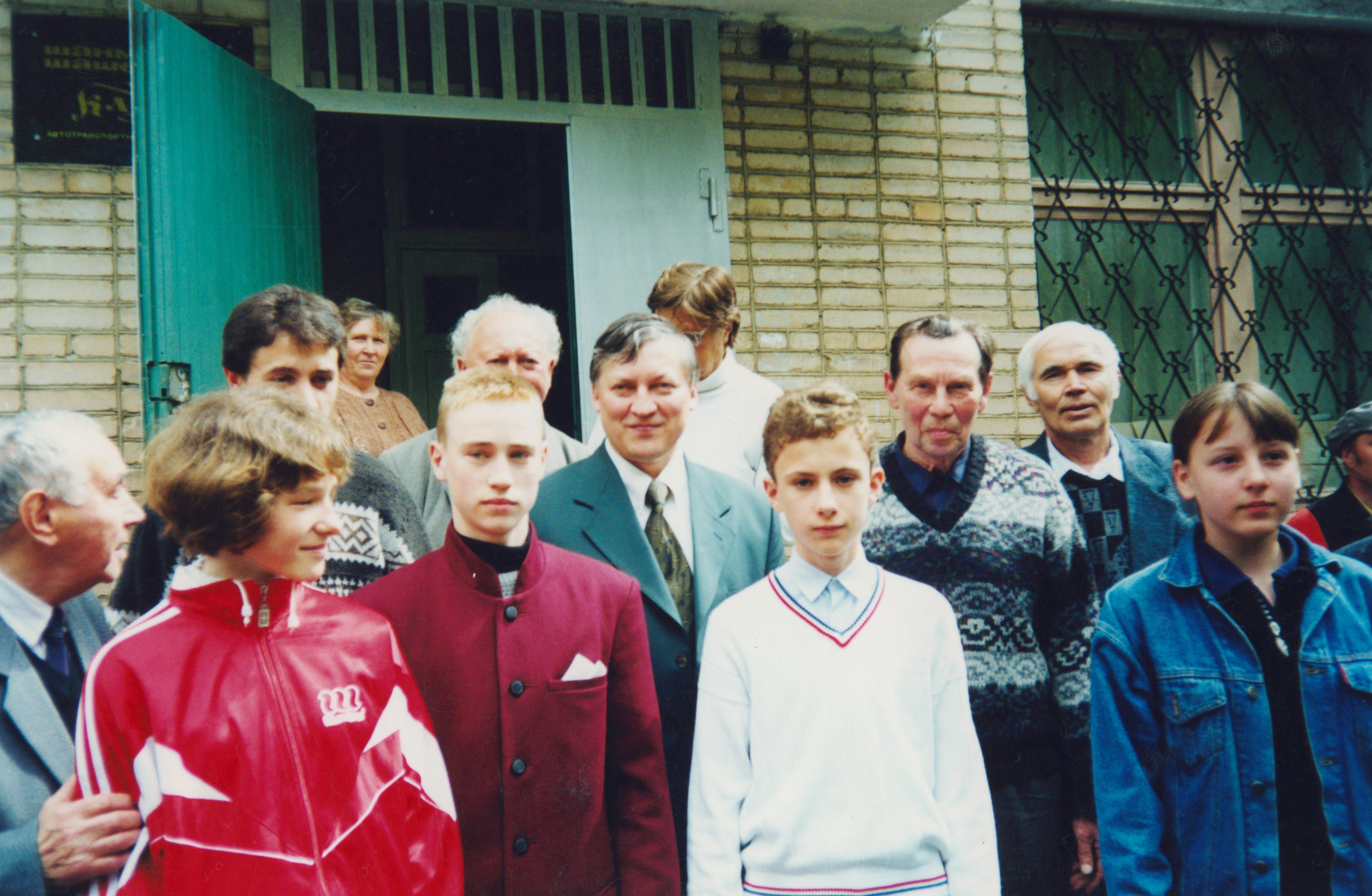
Анатолій Карпов в Златоусті в 2001 році разом з першим тренером Дмитром Зюляркіним та молодими шахматистами

Анатолій Карпов народився 23 травня 1951 року в місті Златоуст на Уралі й навчився грати в шахи у чотири роки. Займався в шаховій секції в Спортпавільоні Златоустівського металургійного заводу. Першим тренером був Дмитро Артемович Зюляркін (1928—2011), який працював інженером на цьому заводі. Він був чудовим учнем протягом всього свого життя. Його раннє зростання сили в шахах було швидким, він став кандидатом у майстри у віці 11 років. У 12 років його прийняли до престижної шахової школи Михайла Ботвинника. Цікаво, що Ботвинник казав про молодого Карпова: «Хлопчик не має шахового мислення, і не має взагалі ніякого майбутнього в цій справі.». Анатолій визнавав, що тоді його розуміння шахової теорії було безладним, але, як він писав пізніше, домашні завдання Ботвинника дуже допомогли йому. Сила гри Карпова збільшувалася так швидко, що 1966 року (у віці 14 років) він став наймолодшим національним майстром в СРСР. Карпов виграв титул у першому міжнародному шаховому турнірі, в якому він брав участь (Trinec 1966-67). 1967 року він виграв Європейський Турнір. Після закінчення середньої школи Карпов одержав золоту медаль і 1968 року вступив до Московського державного університету на математичний факультет. Пізніше він перейшов до Ленінградського державного університету, де врешті отримав диплом з економіки. Однією з причин його переїзду до Ленінграду було те, що він хотів бути ближче до свого тренера, гросмейстера Семена Фурмана, який мешкав там. У своїх творах Карпов пише, що саме Фурман найбільше вплинув на нього в його розвитку як гравця світового рівня.

## Кандидатські матчі
На початку 1970 рр. Карпов показав значне поліпшення своєї гри. Він виграв Меморіал Алехіна 1971 року й це стало його першою значною перемогою у дорослому житті. Його рейтинг Ело зріс із 2540 (1971 року) до 2660 (1973 року), коли Карпов посів друге місце в Чемпіонаті СРСР з шахів і перше — у Ленінградському міжзональному турнірі. Пізніше це дозволило Карпову кваліфікуватися до участі в Турнірі претендентів 1974 року, за результатами якого він кинув виклик Боббі Фішеру.
Карпов виграв у Лева Полугаєвського в першому претендентському матчі й у наступному раунді зустрівся з колишнім чемпіоном світу Борисом Спаським. Карпов перед матчем казав, що він вірить у легку перемогу Спаського, і що він (Карпов) планує виграти наступний претендентський цикл 1977 року.
Багато шахістів справді припускали, що Спаський легко розгромить Карпова. Але хоча Спаський у гарному стилі виграв першу партію чорними, однак упертою та агресивною грою Карпов здобув перемогу з рахунком +4-1=6.
Фінальний претендентський матч відбувся в Москві проти іншого радянського гравця — Віктора Корчного. Корчной був мешканцем Ленінграда й раніше часто грав із Карповим. Партії були дуже напружені. Карпов почав матч з рахунку 3-0, але втомився й наприкінці дозволив Корчному здобути дві перемоги. Однак, Карпов виграв (+3-2=19), і це дало йому право кинути виклик Роберту Фішеру.

## Великий матч, який не відбувся
Хоча змагання за титул чемпіона світу між молодим Карповим і вже усамітненим Фішером нетерпляче чекав весь світ, матчу не відбулося. Фішер склав список десяти вимог, зокрема, щоб нічиї не враховувалися і, якщо рахунок буде 9-9, він збереже свій титул. Це означало, що претендент мав вигравати не менше, ніж з двоочковим відривом від чемпіона, тому що найменшим можливим рахунком був 10-8. ФІДЕ спершу рішуче відмовила, але потім поступилася. Однак, Фішер висував вимоги далі, і коли ФІДЕ відмовила в його третій вимозі, Фішер, на превелике розчарування всього шахового світу, відмовився від чемпіонства. Це дозволило Карпову стати чемпіоном світу з шахів так і не зігравши з чинним тоді чемпіоном жодної партії. Пізніше Карпов намагався організувати інший матч з Фішером, але всі переговори закінчувалися невдачами. Фішер ніколи не зіграв з Карповим жодної партії й ставився до нього зі зневагою, як до гіршого шахіста.
Коли Гаррі Каспаров грав матч із Карповим, він часто нагадував іншим, що Карпов здобув титул без змагання. Однак високий рівень шахової гри Карпова здобув підтвердження як у перемогах на багатьох шахових турнірах найвищого рівня, так і в наступних матчах за шахову корону.

## Карпов і Корчний
В матчі за звання чемпіона світу 1978 року, що тривав з липня по жовтень, Карпов переміг в Багіо (Філіппіни) шахіста-емігранта Віктора Корчного — 6:5 в 32 партіях. Події цього матчу покладені в основу фільму «Чемпіон світу», що вийшов на екрани в кінці грудня 2021 року. Другу перемогу Карпов отримав над Корчним в Мерано (Італія) в 1981 році з рахунком 6:2.

## Санкції
Анатолій Карпов голосував за постанову № 58243-8 «Про звернення Державної Думи Федеральних Зборів Російської Федерації до Президента Російської Федерації В.В. Путіна про необхідність визнання Донецької Народної Республіки та Луганської Народної Республіки» і тому підтримував та впроваджував дії та політику, які підривають територіальну цілісність, суверенітет та незалежність України. Карпов є підсанкційною особою багатьох країн.

## Сім'я
Перша дружина — Ірина Куїмова, дочка заступника начальника управління РТ 1-го Головного управління КДБ СРСР (розвідка) генерала Куїмова[джерело?]. Син — Анатолій, народився 1979 року. Однак подружжя розлучилося, бо Ірині було складно місяцями чекати чоловіка із закордонних поїздок і турнірів.
Друга дружина — Наталія Буланова, історик-архівіст. Із нею виховують доньку Софію (нар. 1999).

## Зміни рейтингу
| На цьому місці має відображатися графік чи діаграма, однак з технічних причин його відображення наразі вимкнено. Будь ласка, не видаляйте код, який викликає це повідомлення. Розробники вже працюють для того, щоби відновити штатне функціонування цього графіка або діаграми. | |
| | На цьому місці має відображатися графік чи діаграма, однак з технічних причин його відображення наразі вимкнено. Будь ласка, не видаляйте код, який викликає це повідомлення. Розробники вже працюють для того, щоби відновити штатне функціонування цього графіка або діаграми. |